# Леван Панцулая
Леван Панцулая  (груз. ლევან ფანცულაია; 26 лютого 1986, Тбілісі) – грузинський шахіст, гросмейстер від 2005 року.

## Шахова кар'єра
Неодноразово представляв Грузію на чемпіонатах світу i Європи серед юніорів у різних вікових категоріях. Найвищого успіху досягнув 2002 року в Іракліоні, де здобув звання чемпіона світу в категорії до 16 років. Гросмейстерські норми виконав у таких роках: 2003 (в Ізмірі, а також Ретимно, клубний кубок Європи), а також 2005 (у Варшаві, чемпіонат Європи). 2005 року виступив на кубку світу, що відбувся в Ханти-Мансійську, де пройшов до третього раунду, перемігши Вадима Мілова i Сур'ю Шехара Гангулі), але в ньому програв (на дограванні) Борисові Гельфанду. 2008 року здобув звання чемпіона Грузії.
Досягнув низки успіхів на міжнародних турнірах, зокрема:
- поділив 1-ше місце в Тбілісі (2001, разом з Давидом Арутюняном),
- поділив 1-ше місце в Ізмірі (2003, разом зі Звіадом Ізорією),
- поділив 1-ше місце в Стамбулі (разом з Олександром Карпачовим, Вугаром Гашимовим, Костянтином Шанавою, Міхеїлом Кекелідзе, Давидом Арутюняном, Живко Братановим i Євгеном Мірошниченком),
- поділив 1-ше місце в Стамбулі (2006, разом з Михайлом Гуревичем, Володимиром Бакланом, Георгієм Качеїшвілі, Євгеном Янєвим, Сергієм Азаровим, Давітом Магалашвілі i Наною Дзагнідзе),
- посів 1-ше місце в Тбілісі (2007),
- поділив 1-ше місце в Дубаї (2007, разом з Аміром Багері, Гадіром Гусейновим i Сарханом Гулієвим),
- поділив 2-ге місце в Стамбулі (2007, позаду Михайла Гуревича, разом із, зокрема, Гадіром Гусейновим, Ельтаджом Сафарлі i Давидом Арутюняном).

Увага: список успіхів неповний (поповнити від 2008 року).
Неодноразово представляв Грузію на командних змаганнях, зокрема:
- чотири рази на шахових олімпіадах (2006, 2008, 2010, 2012)[3],
- на командному чемпіонаті світу (2005)[4],
- п'ять разів на командних чемпіонатах Європи (2005, 2007, 2009, 2011, 2013); медаліст: в особистому заліку – бронзовий (2007 – на 3-й шахівниці)[5].

Найвищий рейтинг Ело дотепер мав станом на 1 січня 2008 року, досягнувши 2629 пунктів, посідав тоді 94-те місце в світовій класифікації ФІДЕ (а також 4-те серед грузинських шахістів).

## Зміни рейтингу
| На цьому місці має відображатися графік чи діаграма, однак з технічних причин його відображення наразі вимкнено. Будь ласка, не видаляйте код, який викликає це повідомлення. Розробники вже працюють для того, щоби відновити штатне функціонування цього графіка або діаграми. | |
| | На цьому місці має відображатися графік чи діаграма, однак з технічних причин його відображення наразі вимкнено. Будь ласка, не видаляйте код, який викликає це повідомлення. Розробники вже працюють для того, щоби відновити штатне функціонування цього графіка або діаграми. |